# Лекция
Ле́кция (лат. lectio — чтение) — систематическое, последовательное изложение учебного материала, какого-либо вопроса, темы, раздела, предмета, методов науки.

## Определения
Термин «лекция» имеет несколько значений:
1. мн.ч.: Отпечатанный курс публичных чтений, а также записи по какому-либо предмету преподавания.
2. Устное изложение предмета преподавателем, а также публичное чтение на какую-либо тему.
3. Разновидность учебного занятия, состоящего в устном изложении предмета преподавателем.

В третьем значении термин «лекция» употребляется в следующем контексте:
- это разновидность групповых учебных занятий в типологии учебных занятий М. А. Мкртчяна;
- элемент лекционно-семинарской системы обучения, практикуемой преимущественно в высшей школе (где эта форма является основной в процессе обучения).

Во втором значении лекция может рассматриваться методом обучения, относящимся к словесным методам обучения и может применяться в разных системах обучения, например, в классно-урочной системе обучения в старших классах средней школы.

## Виды лекций
Согласно БСЭ лекции различаются на:
- учебные лекции, и
- публичные лекции (форма пропаганды и распространения политических и научных знаний в системе культурно-просветительской работы):
  - эпизодические лекции,
  - цикловые лекции.

Курс лекций (последовательное изложение материала по учебной программе) включает следующие виды лекций:
- вводные лекции,
- установочные лекции (в системе заочного и вечернего образования),
- ординарные лекции,
- обзорные лекции,
- заключительные лекции.

## Требования к лекциям
Согласно БСЭ имеются следующие требования к лекции: научность, идейность, доступность, единство формы и содержания, эмоциональность изложения, связь с другими видами учебных занятий (семинарами, лабораторными работами, учебной и производственной практикой и другими).

## Механизм восприятия
В наши дни лекция недооценена, потому что она слишком сильно ассоциируется с передачей информации и недостаточно с театром. Настоящая задача лектора — передать волнение; подробности же можно получить из книг и журналов.
Механизм восприятия лекции выглядит следующим образом: воспринимается информация, затем в сознании происходит её анализ, после чего информация снова выражается словами (в виде конспекта лекции). Конспект является уже продуктом мышления учащегося, что требует от него значительного умственного напряжения. Кроме того, на протяжении лекции возбуждаются одни и те же участки коры головного мозга, в результате чего уровень восприятия может понизиться.
Умение слушать и конспектировать лекцию вырабатывается постепенно. Материал лекции закрепляется на семинарах.

### Работа после лекции
Педагогическое мастерство, как и знания, складывается из мелких крупинок ежедневного опыта. Прочитав лекцию, преподаватель сам хорошо видит и чувствует её сильные и слабые стороны: об этом он судит, прежде всего, по тому, как её приняла аудитория. Он помнит, какие её части и разделы слушались с интересом, в каких местах внимание ослабевало, какие объяснения были излишне детализированы или растянуты, а где слишком схематичны, где не хватало примеров или они были не совсем удачными.
Рекомендуется все эти замечания сразу же записать и в дальнейшем использовать при работе над курсом. Один человек-лектор может транслировать информацию на любое, сколь угодно большое, число людей..

## Структура лекции

### В средней школе
В средней школе лекции обычно практикуются при изложении нового довольно объёмного и достаточно сложного материала с использованием приёмов активизации учебно-познавательной деятельности учащихся, в том числе приучения их к конспектированию излагаемого материала.

### В ВУЗе
Учебная лекция в ВУЗе должна иметь четкую и строгую структуру. Исторически сложилось так, что лекция, как правило, состоит из трех частей: вступления (введения), изложения и заключения.
- Вступление (введение) определяет тему, план и цель лекции. Оно призвано заинтересовать и настроить аудиторию, сообщить, в чём заключается предмет лекции и её актуальность, основная идея (проблема, центральный вопрос), связь с предыдущими и последующими занятиями, поставить её основные вопросы. Введение должно быть кратким и целенаправленным.

- Изложение — основная часть лекции, в которой реализуется научное содержание темы, ставятся все узловые вопросы, приводится вся система доказательств с использованием наиболее целесообразных методических приемов. В ходе изложения применяются все формы и способы суждения, аргументации и доказательства. Каждое теоретическое положение должно быть обосновано и доказано, приводимые формулировки и определения должны быть четкими, насыщенными глубоким содержанием. Все доказательства и разъяснения направлены на достижение поставленной цели, раскрытие основной идеи, содержания и научных выводов. Каждый учебный вопрос заканчивается краткими выводами, логически подводящими обучающихся к следующему вопросу лекции.

Количество вопросов в лекции — как правило, от двух до четырёх. Иногда отдельные вопросы делятся на подвопросы, облегчающие изложение и усвоение материала. Слишком дробное членение двухчасовой лекции или, наоборот, чрезмерно большие компоненты нежелательны в логическом и психолого-дидактическом отношении. Длительность её частей должна быть соразмерна с научным значением излагаемых проблем.
- Заключение обобщает в кратких формулировках основные идеи лекции, логически завершая её как целостное. В нём могут даваться рекомендации о порядке дальнейшего изучения основных вопросов лекции самостоятельно по указанной литературе. Все это составляет предмет обдумывания при разработке. Однако отдельные виды традиционных лекций (вводные, заключительные, установочные) имеют свои особенности в содержании и построении, которые необходимо учитывать при отработке плана лекции.

## Критика
К недостаткам лекций относятся: отсутствие обратной связи, усреднённость уровня сложности содержания лекции, возможность для разной степени включённости слушателей лекции. Хотя лекции подвергаются резкой критике как метод преподавания, университеты ещё не нашли практических альтернативных методов преподавания для подавляющего большинства своих дисциплин.